# Relación de coste-efectividad incremental
La relación de coste-efectividad incremental (siglas: RCE) es un término usado en la economía de la salud para relacionar el coste promedio de una intervención en salud y el beneficio promedio de la misma
Está relacionado con el concepto de eficiencia técnica. Se puede utilizar como estimación del buen uso de los recursos sin comparar con otras alternativas directamente.